# بادقپک دمگاه‌خاکستری
بادقپک دمگاه‌خاکستری (نام علمی: Collocalia marginata) نام یک گونه از سرده بادقپک‌های لانه‌چسبی است.